# Grootmeester (schaken)
Grootmeester (GM) of Internationaal Grootmeester (IGM) is een titel die door de FIDE aan een schaker kan worden toegekend. Het is de hoogst bereikbare titel en geeft aan dat de schaker zeer sterk is of is geweest.

## Geschiedenis

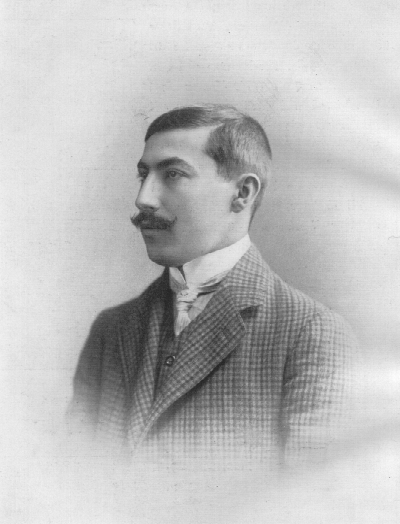
Akiba Rubinstein

Tot 1950 was 'grootmeester' een informele aanduiding, doorgaans gereserveerd voor de wereldkampioenen en hun rivalen. In 1950 begon de FIDE de titels en de toekenning daarvan te reguleren.
De FIDE benoemde vijftien actieve schakers tot grootmeesters, te weten
- Michail Botvinnik, Isaak Boleslavski, Igor Bondarevsky, David Bronstein, Max Euwe, Reuben Fine, Salo Flohr, Paul Keres, Aleksandr Kotov, Andor Lilienthal, Miguel Najdorf, Samuel Reshevsky, Vasili Smyslov, Gideon Ståhlberg en László Szabó.

Daarnaast werden de volgende schakers op grond van hun prestaties uit het verleden tot grootmeester benoemd:
- Ossip Bernstein, Oldřich Duras, Ernst Grünfeld, Boris Kostić, Grigori Löwenfisch, Géza Maróczy, Jacques Mieses, Vjatsjeslav Ragozin, Akiba Rubinstein, Friedrich Sämisch, Sawielly Tartakower en Milan Vidmar.

De FIDE stelde ook de regels vast voor het verwerven van de titel. Daarvoor moesten 'normen' gescoord worden. Aanvankelijk waren dit percentages die in toernooien tegen grootmeesters en meesters waren behaald. Tegenwoordig wordt gewerkt met ratings en toernooiprestatieratings (TPR's).
Er zijn inmiddels honderden grootmeesters.

## Behalen grootmeestertitel
Om grootmeester te worden dient een schaker twee of meer grootmeesterresultaten te behalen in toernooien met in totaal minimaal 27 ronden. In de praktijk betekent dit dat drie grootmeesterresultaten nodig zijn. Een grootmeesterresultaat houdt in dat bij een toernooi, dat aan bepaalde voorwaarden voldoet, een toernooiprestatierating (TPR) van 2600,5 wordt behaald (voor de vrouwelijke titel, WGM, is dat 2400,5). Een TPR is de speelsterkte die een schaker gedurende dat toernooi heeft bereikt.
Bij een aantal continentale- of wereldkampioenschappen is het ook mogelijk een grootmeesterresultaat te behalen door het toernooi te winnen of hoog te eindigen.
Als er voldoende grootmeesterresultaten behaald zijn en de speler op enig moment een virtuele (niet noodzakelijk gepubliceerde) rating van 2500 (2300 voor WGM) heeft gehad, dan kan de titel bij de FIDE worden aangevraagd.
Tijdens een FIDE-congres worden de titels officieel vastgesteld. In de tijd tussen het behalen van de laatste norm en het FIDE-congres mag men de titel nog niet voeren, al wordt dit door toernooiorganisaties om publicitaire redenen vaak wel gedaan.
Iemand die eenmaal de titel grootmeester heeft behaald, behoudt die titel voor het leven.

## Belgische grootmeesters
Onder Belgische grootmeesters worden ook tot Belg genaturaliseerde spelers gerekend.

### Actief (be)
- Vladimir Chuchelov
- Daniel Dardha
- Alexandre Dgebuadze
- Bart Michiels
- Tanguy Ringoir

### Niet meer actief (be)
- Vadym Malachatko († 2023)
- Luc Winants († 2023)

## Nederlandse grootmeesters
Onder Nederlandse grootmeesters worden ook tot Nederlander genaturaliseerde spelers gerekend.

### Actief (nl)
- Erwin l'Ami
- Thomas Beerdsen
- Benjamin Bok
- Daan Brandenburg
- Twan Burg
- Martijn Dambacher
- Erik van den Doel
- Sipke Ernst
- Jorden van Foreest
- Lucas van Foreest
- Anish Giri
- Hugo ten Hertog
- Ruud Janssen
- Bianca de Jong-Muhren (WGM)
- Harmen Jonkman
- Robin van Kampen
- Robby Kevlishvili
- David Klein
- Tea Lanchava (WGM)
- Koen Leenhouts
- Friso Nijboer
- Zhaoqin Peng
- Roeland Pruijssers
- Hans Ree
- Dimitri Reinderman
- Casper Schoppen
- Jan Smeets
- Ivan Sokolov
- Maarten Solleveld
- Gennadi Sosonko
- Wouter Spoelman
- Daniël Stellwagen
- Paul van der Sterren
- Robin Swinkels
- Jan Timman
- Sergej Tiviakov
- Yge Visser
- Dennis de Vreugt
- Liam Vrolijk
- Max Warmerdam
- Karel van der Weide
- Loek van Wely
- Jan Werle
- John van der Wiel

### Niet meer actief (nl)
- Roberto Cifuentes Parada
- Max Euwe († 1981)
- Fenny Heemskerk († 2007; WGM)
- Käty van der Mije († 2013; WGM)
- Jeroen Piket
- Corry Vreeken († 2025; HWGM)